# 杭州野生动物世界
杭州野生动物世界位于杭州市区西南郊的富阳银湖开发区，是集动物保护与繁殖、科普教育与研究，以及野生动物资源利用与开发为一体的观光游览、休闲娱乐的综合性生态公园。被中国国家旅游局评定为“4A级旅游景区”，为“国家教育部濒危野生动物保护与繁育重点实验室、科学研究基地”、“浙江省濒危野生动物救护中心”、“浙江省青少年科普教育基地”。
2021年5月，因发生金钱豹逃脱事件，动物园宣布暂停营业，在经过半年的闭园整改后，11月21日动物园重新开业。

## 简介
2000年8月动土兴建，2002年4月28日正式开放。总投资2.5亿元。占地面积3500亩，为华东地区规模最大的野生动物世界，每天能接待6万名游客。

## 动物
园内约有200种、1万多头（只）动物，其中国外珍稀动物约占70%。有大熊猫、朱鹮、白狮、白虎、白犀牛、金丝猴等。设有步行区和车行区两大游览区。园内有大象演艺场、飞禽演艺场、马戏表演场3个演艺场。

## 游览
4月、5月和9月天气较好，可见度高，为最佳旅游时节。
- 营业时间：9：00－17：00（16：00停止入园）

官网门票价格：
- 成人票：150元；
- 大学生票：125元；
- 1.2米－1.5米儿童票，门市价：100元，1.2米以下儿童免费[3]

## 交通
公园邻近320国道，距杭州市中心15公里，乘坐杭州延安路龙翔桥514路公交车、杭州火车站的杭州—富阳中巴车均可到达，杭州地铁6号线野生动物园东站于2020年底开通。

## 事件
2019年，因不满杭州野生动物世界将年卡用户入园方式从指纹识别升级到人脸识别，浙江理工大学特聘副教授郭兵以侵犯隐私权和服务合同违约为由，将杭州野生动物世界告上法庭。
2021年5月7日20时，群众报警称在富阳区银湖街道受降四联村金苑山庄发现疑似金钱豹。此前早於5月1日，已有市民在山上發現豹蹤，令當地出现有关傳言四起。至5月6日，有民眾拍到金錢豹的照片，官方經鑑定後，證實有豹在野外活動，惟杭州野生动物世界否認有動物逃脫。杭州市富陽區政府多部門連夜展開調查，確認杭州野生動物世界有金錢豹逃脫，隨即大規模搜索。至8日早上正式通報事件時，當局已尋回其中一隻金錢豹。事发后，杭州野生動物世界宣布暫停營業，並派出聯合調查組進駐，調查金錢豹逃脫原因。金钱豹搜索行动开始后，杭州野生動物世界发表致歉声明，聲稱為免引起公眾恐慌，加上未成年金錢豹的攻擊性較低，因此没有及時公布事件。此番言论遭到網民强烈批评。該園相關負責人事後遭警方拘捕。5月10日，杭州市公安局富阳区分局依法对公司法定代表人、总经理张德全等五人采取刑事强制措施。同日下午，杭州举行新闻发布会，介绍相关情况。根据通报，4月19日上午，猛兽区繁育场饲养员韩某、王某泉到金钱豹笼舍打扫卫生时违反安全操作规程，致使3只圈养低龄金钱豹外逃。经现场踏勘和调查质询，园区存在严重的管理漏洞，两名饲养人员在工作交接班时没有严格按照操作流程。逃逸事件发生后，未按照应急预案采取有效措施。而公司法定代表人、总经理张德全当即召集公司管理层人员进行商议，认为若如实对外公布、上报主管部门将严重影响动物世界五一期间营业，故决定隐瞒不报，并私下自行开展搜捕。
2021年11月19日，杭州市富阳区人民法院一审以重大责任事故罪分别判处张德全、马敬华等六人二年至一年二个月不等有期徒刑，并宣告缓刑。11月21日，动物园重新开放，但外逃的第三只金钱豹迄今未有后续。